# جواو باولو آزيفيدو باربوسا
جواو باولو آزيفيدو باربوسا (12 فبراير 1981 في البرازيل - ) هو لاعب كرة قدم برازيلي في مركز حراسة المرمى. لعب مع أتلتيكو براغانتينو ونادي جوينفيل ونادي شابيكوينسي ونادي إيكاسا ونادي غريميو بارويري ونادي برازيل دي بيلوتاس ونادي إيتوانو وأونياو ساو جواو ‏ ونادي موجي ميريم وRio Branco Atlético Clube ‏ وClube Atlético Metropolitano ‏ وأسوسياو أتليتيكا إنترناسيونال ‏ ونادي كويابا ونادي اتلتيكو سوروكابا وأمريكا دي ناتال ‏ وGrêmio Catanduvense de Futebol ‏ وسنترو سبورتيفو ألاغوانو وOeste Futebol Clube ‏.

## وصلات خارجية
- جواو باولو آزيفيدو باربوسا على موقع قاعدة بيانات كرة القدم.إي يو (الإنجليزية)
- جواو باولو آزيفيدو باربوسا على موقع Soccerway.com (الإنجليزية)